# Yoann Touzghar
Yoann Touzghar (Avignon, 28 november 1986) is een Tunesisch voetballer die bij voorkeur als aanvaller speelt. Hij tekende in 2013 bij RC Lens.

## Clubcarrière
Touzghar speelde in de jeugd voor AS Monaco en AS Cannes. Daarna speelde hij in de lagere afdelingen bij RC Grasse. In 2010 trok de spits naar Amiens SC, waarmee hij één jaar later promoveerde naar de Ligue 2. De club degradeerde meteen na één seizoen, waarna Touzghar werd uitgeleend aan tweedeklasser RC Lens gedurende het seizoen 2012/13. In 2013 nam RC Lens de aanvaller definitief over. In 2014 promoveerde hij met RC Lens naar de Ligue 1. Op 9 augustus 2014 debuteerde Touzghar in de Ligue 1 in het uitduel tegen Nantes. Op 30 augustus 2014 scoorde hij zijn eerste doelpunt op het allerhoogste niveau in de thuiswedstrijd tegen Stade Reims.